# Cheiraster sepitus
Cheiraster sepitus är en sjöstjärneart som först beskrevs av Addison Emery Verrill 1885.  Cheiraster sepitus ingår i släktet Cheiraster och familjen nålsjöstjärnor. Inga underarter finns listade i Catalogue of Life.